# Bandera del Quebec
La bandera del Quebec, anomenada en francès "Fleurdelisé" i en anglès "the Lily-flowered" representa la província canadenca del Quebec i té el següent blasonament:
Bandera blava carregada amb una creu blanca acompanyada, a cada cantó, amb un flor de lis blanc o, en termes heràldics, d'atzur amb la creu d'argent confinada per quatre fleur-de-lis també d'argent. L'amplada i la llargada de la bandera són de dos en tres (proporció 2:3).

## Estatus
Va ser adoptada pel govern del Quebec durant l'administració de Maurice Duplessis (9 de març de 1950). Fou la primera bandera provincial adoptada oficialment al Canadà i mostrada per primer cop el 21 de gener de 1948 a l'edifici del Parlament de l'Assemblea Nacional de la ciutat de Quebec. El Dia de la Bandera del Quebec, 21 de gener, commemora cada any la seva adopció, tot i que durant algun temps es va celebrar al maig.
L'article 2 de la Llei sobre la bandera i els emblemes del Québec li confereix l'estatus d'emblema nacional.

## Simbolisme

Bandera naval del regne de França.

Pren la seva creu blanca de les banderes reials del Regne de França, concretament de la bandera naval i de la mercant.
La flor de lliri, un moble molt comú en heràldica, de color blanc simbolitza la puresa, per la qual cosa acostuma a representar la Mare de Déu.

## Protocol
La proporció oficial de la bandera és de 2:3 (amplada per longitud), però sovint s'utilitza la proporció 1:2 per coincidir amb la bandera del Canadà quan onegen juntes.
La Llei relativa a la bandera i els emblemes del Quebec en el seu article 2 estableix que "En tots els casos, la bandera del Quebec predomina sobre qualsevol altra bandera o emblema". No obstant això, sota protocol federal, la bandera canadenca té prioritat quan s'onegen ambdues.
El color oficial del blau és Pantone 293. En RGB de 8 bits, és el # 003399. Les variants no oficials amb un blau més clar són habituals.